# Muscoli inspiratori
I muscoli inspiratori sono muscoli del collo e del torace in grado, con la loro azione, di ampliare le dimensioni della cavità toracica provocando la distensione e l'aumento di volume dei polmoni contenuti all'interno della stessa, favorendo così la respirazione.
I muscoli inspiratori sono i seguenti:
- muscolo diaframma
- muscoli scaleni
- muscolo sternocleidomastoideo
- muscolo piccolo pettorale, solo a scapola fissa
- muscolo grande pettorale
- muscoli elevatori delle coste
- muscoli intercostali esterni
- muscolo dentato posteriore superiore

Tali muscoli agiscono principalmente allargando i diametri dell'arcata costale, e la loro trazione viene trasmessa direttamente ai polmoni grazie alla presenza delle pleure. Queste membrane sierose, infatti, nel loro foglietto parietale sono strettamente aderenti alla fascia endotoracica e, di conseguenza, si muovono con essa: così facendo trascinano insieme a loro anche il foglietto viscerale adeso al parenchima polmonare, dal quale sono separate solo da una sottile pellicola di liquido pleurico inestensibile. 